# Vương Quán (Tần)
Vương Quán (giản thể: 王绾; phồn thể: 王綰; bính âm: Wang Wan; ? - ?) là thừa tướng đầu tiên của nhà Tần trong lịch sử Trung Quốc.

## Cuộc đời
Dưới thời Tần vương Chính, Vương Quán thăng chức từ Ngự sử đại phu lên Thừa tướng. Năm 221 TCN, Tần vương Chính thống nhất Trung Hoa, để cho các quan viên bàn bạc về danh hiệu. Vương Quán cùng Phùng Kiếp, Lý Tư kiến nghị Tần vương xưng "Thái hoàng". Tần vương Chính đổi lại thành "Hoàng đế", tức Tần Thủy Hoàng.
Vương Quán cho rằng đất Sở, Tề, Yên nằm xa cố thổ của Tần, nên phân phong cho hoàng tử hoặc con em tôn thất, bị Đình úy Lý Tư phản đối. Lý Tư cho rằng chế độ phân phong là căn nguyên của chiến tranh giữa các chư hầu thời Chu, do đó nên thực thi chế độ phân chia quận huyện thống nhất trên toàn quốc. Tần Thủy Hoàng tiếp thu ý kiến của Lý Tư.